# 원더풀 프리큐어!
《원더풀 프리큐어!》는 도에이 애니메이션이 제작한 일본의 애니메이션이다. 《프리큐어 시리즈》의 21번째 작품으로 2024년 2월 4일부터 2025년 1월 26일까지 TV 아사히 소속 방송국을 통해 방영되었다.

## 방송 일시
| 방송 채널            | 방송일                           | 방송 시간                       |
| -------------------- | -------------------------------- | ------------------------------- |
| TV 아사히 계열       | 2024년 2월 4일 ~ 2025년 1월 26일 | 매주 수요일 오후 6시 ~ 6시 20분 |
| 아사히 방송 지역방송 | 2024년 2월 4일 ~ 2025년 1월 26일 | 매주 수요일 오후 6시 ~ 6시 20분 |

## 줄거리
1번, 동물과 사람이 함께 사는 마을 애니멀 타운
동물을 가장 좋아하는 로하는
기르는 개인 보리와 사이가 좋아!
어느 날, 수수께끼의 생물・크릉크릉이 거리에서 날뛰게 돼!
하지만 강로하를 지키기 위해서 강보리가 사람의 모습이 되어
프리큐어로 변신해버렸어...!?
마음이 갈팡질팡한 아이를 구해야 해...!
힘을 합쳐 동물들을 방긋 가든으로 돌려보내주자!
원더풀~!2번, 로하:내 이름은 강로하!이 아이는 보리!(강보리)어느날 애니멀 타운을 산책하다가 마음이 크릉 크릉한 아이를 마주쳐버렸어.....!보리:정신을 차리니 프리큐어가 돼있었어!(웡~!)크릉 크릉하지말고 우리 같이 놀쟈~!로하,보리:원더풀~!

## 개요
- 프리큐어 시리즈 통상 21번째 작품이자, 19대 프리큐어에 해당되는 작품이다.
- 테마는 '동물과의 유대'이며, 모티프는 '동물'이다.
- 프리큐어 시리즈 최초로 실존 반려견이 주인공으로 나오며 반려묘가 프리큐어로 나온다.
- 대한민국에서는 2007년 Max Heart 이래 후술했듯 처음으로 대원 계열(애니박스, 애니원)이 아닌 다른 방송사(재능TV)에서 방영한 첫 작품이다. 그래서 대원 계열에서는 이 작품을 방영하지 않는다.

## 등장인물

### 프리큐어
이누카이 코무기(강보리)/큐어 원더풀(일본어: 犬飼 こむぎ / 일본어: キュアワンダフル)
성우: 나가나와 마리아/박시윤
색깔:      분홍색 (생일 5월 13일)
본작의 주인공. 이누카이 이로하가 기르는 강아지로 프리큐어 시리즈 최초로 동물(강아지) 출신 주인공 프리큐어이다. 애니멀 타운에 있는 해변 공원에서 수상한 생물체인 크릉 크릉에 의해 공격을 받을 위기에 빠진 강로하를 구하기 위해 뛰어들었을 때 원더풀 팩트가 나타나면서 프리큐어로 변신하게 되었다. 이후 자신이 가장 좋아하는 로하와 대화를 할 수 있게 되어서 매우 신난 상태이다. 로하와 함께 산책하고 공놀이하는 것을 좋아하며 호기심이 많다. 식욕이 왕성하고 쿠키 간식을 매우 좋아한다. 개가 먹지 못하는 음식은 인간의 모습으로 변신하면 먹을 수 있게 된다.
이누카이 이로하(강로하)/큐어 프렌디(일본어: 犬飼 いろは / 일본어: キュアフレンディ)
성우: 타네자키 아츠미/채림
색깔:      보라색 (생일 8월 7일)
보리를 기르는 견주. 중학교 2학년생 여자아이. 운동신경이 뛰어나고 솔직하며 동물을 보살피는 것을 좋아한다. 외향적인 성격으로 친구가 많다. 아침마다 보리와 함께 산책하면서 동물들에게 반갑게 인사한다.
네코야시키 유키(고겨울)/큐어 냐미(일본어: 猫屋敷 ユキ / 일본어: キュアニャミー)
성우: 마츠다 사츠미/유영
색깔:      하늘색 (생일 12월 21일)
고미유가 기르는 흰고양이. 자긍심이 높고 자신의 신념을 관철하는 성격. 미유에게서 받은 목걸이 참이 마음에 든다. 낮잠을 매우 좋아한다. 자신의 잘못을 돌아보았지만, 이미 반성한 것이다.
네코야시키 마유(고미유)/큐어 릴리안(일본어: 猫屋敷 まゆ / 일본어: キュアリリアン)
성우: 우에다 레이나/김예령
색깔:      민트색 (생일 11월 5일)
애니멀 타운에 이사 온 지 얼마 안 된 중학교 2학년생 여자아이. 자신이 기르는 고양이인 겨울이를 매우 좋아한다. 로하와 동갑. 친구를 만들고 싶지만 내성적인 성격 탓에 용기를 내지 못한다. 손재주가 있고 수공예가 취미이다. 자신이 만든 물건으로 누군가가 기뻐하면 기분이 원더풀해진다.

### 애니멀 타운
토야마 사토루(백도준)(일본어: 兎山 悟)
성우: 테라시마 타쿠마/석승훈 (생일 9월 7일)
이로하의 동급생인 소년. 공부를 잘하고 상냥하며 온화한 성격. 코무기와 이로하가 프리큐어라는 것을 알고는, 풍부한 동물의 지식을 바탕으로 프리큐어들을 서포트한다. 이로하를 좋아하는 감정이 있지만 이로하는 이를 눈치채지 못하고 있다. 자신이 기르는 토끼인 다이후쿠와 '절친' 사이.
토야마 다이후쿠(백설기)(일본어: 兎山 大福)
성우: 나카무라 유이치(극장판, 49화) (생일 3월 27일)
사토루가 키우는 토끼. 용감한 성격. 성별은 수컷. 품종은 롭이어. 코무기를 달래주고 배려해 준 것이다.

### 니코 가든(빵긋 가든)
니코(일본어: ニコ)(빵긋)
성우: 우에다 카나 / 미정
니코 가든의 수장으로, 메에메에의 주인. 니코 가든의 동물 중에서는 최상위에 해당하는 다이아몬드 유니콘으로 이마에 뿔, 등에 날개를 가지고 다른 동물에게는 없는 특수한 힘도 가진다.
모두로부터 「니코님」이라고 사랑받아, 자신도 귀여운 외모나 다름없이 밝고 가벼운 김의 소유자이지만, 위엄과 엄격함도 가지고 있어, 메에메에가 실수를 범한 것을 알고는 열화와 같이 화를 내기도 한다. 반면에 모든 생명을 자처하는 자상함의 소유자이기도 하다.
이야기 개시 시점에서는 행방 불명이 되어 있어, 메에메에가 웅덩이들에게 수색을 의뢰하고 있었다.
키라린 애니멀이 모두 모인 직후에 유니콘의 뿔이 달린 알의 모습으로 강림해, 메에메에가 보관하려고 해도, 이로하의 방으로 전이해 버린다. 나중에 알에서 부화한다.
메에메에(일본어: メエメエ)(메메)
성우: 타치바나 신노스케/이승행
니코 가든을 관리하고 니코를 모시는 집사이자, 양의 모습을 한 니코 애니멀. 니코 가든이 황폐해졌을 때 자신도 가루가루가 되어 애니멀 타운의 해변 공원에서 날뛰고 있었지만, 큐어 원더풀에게 구출되어 프리큐어들을 서포트하는 역할을 담당한다. 1인칭은 '나'. 주로 존댓말을 사용하지만 가끔 무례한 일을 당하면 반말을 할 때도 있다.

#### 키라린 애니멀(빤짝 애니멀)
키라린 우사기(일본어: キラリンウサギ)(빤짝 토끼)
성우: 마츠오카 미사토 / 미정
3화에서 처음 등장하는 첫번째 키라린 애니멀로, 언제나 귀엽게 싱글벙글하는 미소를 갖고 있다. 누구에게나 사랑받는 키라린 애니멀. 청각이 매우 우수하여 다양한 소리를 감지해 낼 수 있다. 프리큐어에게 「귀가 좋아지는 능력」을 준다. 능력을 이끌어 냈을 때에는 귀마개 형태의 물건에다 그 위로 길게 솟은 토끼 귀를 만들어 낸다. 24화까지 능력을 활용한 프리큐어는 큐어 프렌디 뿐이다. 상징색은 분홍색이며 이마의 보석 모양은 하트이다. 상징 보석은 투어멀린.
키라린 펭귄(일본어: キラリンペンギン)(빤짝 펭귄)
성우: 이이다 유우코 / 미정
5화에서 처음 등장한다. 조금 쿨한 성격의 키라린 애니멀. 추운 곳을 좋아하고 얼음 위에서 미끄러지는 것이 특기이다. 지면을 얼어붙게 해서 재빠르게 이동할 수 있다. 프리큐어에게 「미끄러지게 하는 능력」을 준다. 능력을 이끌어 냈을 때에는 발에 펭귄 모양의 신발이 발에 장착되며, 지면에 냉기를 내뿜으며 미끄러지면서 나아갈 수 있게 된다. 26화까지 능력을 활용한 프리큐어는 큐어 프렌디, 큐어 원더풀, 큐어 릴리안이다. 상징색은 청록색이며 이마의 보석 모양은 물방울이다. 상징 보석은 에메랄드.
키라린 라이온(일본어: キラリンライオン)(빤짝 라이온)
성우: 이케다 토모코 / 미정
7화에서 처음 등장한다. 상냥하고 의지할 수 있는 키라린 애니멀. 모두의 형(오빠)같은 존재. 재빠르게 움직일 수 있어서 한순간의 스피드라면 누구에게도 지지 않는다. 프리큐어에게 「발이 빨라지는 능력」을 준다. 능력을 이끌어 냈을 때에는 불이 붙은 사자 모양의 신발이 발에 장착되며, 잔상을 남길 정도로 발이 빨라지게 된다. 24화까지 능력을 활용한 프리큐어는 큐어 원더풀, 큐어 프렌디이다. 상징색은 주황색이며 이마의 보석 모양은 태양이다. 상징 보석은 토파즈.
키라린 베어(キラリンベアー)(빤짝 곰)
성우: 슈토 유키나 / 미정
11화에서 처음 등장한다. 열정적이고 믿음직한 성격을 가진 키라린 애니멀. 근육을 단련하는 것을 아주 좋아하며, 매일 훈련을 게을리하지 않고 한다. 프리큐어에게 「힘이 강해지는 능력」을 준다. 능력을 이끌어 냈을 때에는 양손에 거대한 장갑이 장착되며 힘이 매우 세진다. 24화까지 능력을 활용한 프리큐어는 큐어 원더풀 뿐이다. 상징색은 빨간색이며 이마의 보석 모양은 꽃이다. 상징 보석은 가넷.
20화에서 처음으로 고양이 모습의 유키를 만나는데 그녀가 바로 가루가루로 있을 때 자신을 발로 차고 손톱으로 할퀴어 상처를 입혔던 그 프리큐어라는 사실을 알고 놀랐으나 유키가 마유 품에 안겨서 쿠키를 먹을 때 나쁜 녀석은 아닌 것 같다고 말한다.
키라린 코지카(キラリンコジカ)(빤짝 밤비)
성우: 시마노 하나 / 미정
15화에서 처음 등장한다. 기운이 넘치고 사람을 좋아하는 키라린 애니멀. 키라린 애니멀 중에서 제일 어리고,[3] 기뻐할 때면 '와이!' 하고 뛰어다닌다. 프리큐어에게 「점프력이 강화되는 능력」을 준다. 능력을 이끌어 냈을 때에는 머리에 수사슴처럼 뿔이 돋아나고 사슴 발굽을 연상시키는 신발이 발에 장착된다. 25화까지 능력을 활용한 프리큐어는 큐어 프렌디, 큐어 냐미, 큐어 원더풀이다. 상징색은 하늘색이며 이마의 보석 모양은 8분음표다. 상징 보석은 아쿠아 마린.
20화에서 유키를 만나자마자 고양이 프리큐어라는 것을 알아채고, 유키에게 가루가루가 되었던 당시의 고통스러웠던 이야기를 들려주며, 마유를 지키기 위해서라면 폭력도 불사하던 유키의 마음을 돌리는 데 큰 역할을 했다. 센베이를 좋아하기에 프리큐어들에게 직접 구운 센베이를 대접하기도 했다. 1인칭은 보쿠를 사용한다.
키라린 햄스터(キラリンハムスター)(빤짝 햄스터)
성우: 와쿠노 아이카 / 미정
19화에서 처음 등장한다. 누구보다도 패배를 싫어하는 키라린 애니멀. 약간 건방지고 장난꾸러기 같은 성격을 가지고 있지만, 어딘가 미워할 수 없는 면이 있어서 모두에게 사랑받고 있다. 프리큐어에게 「작아지는 능력」을 준다. 상징색은 보라색이며 이마의 보석 모양은 번개다. 상징 보석은 스피넬. 처음 각성한 큐어 릴리안이 정화한 키라린 애니멀이다. 27화에서 프리큐어 멤버 모두가 이 능력을 처음 사용한다. 능력을 이끌어 냈을 때에는 머리에 보라색 햄스터 귀가 달리고 귀에는 번개 모양의 장식이 달린다.
키라린 키츠네(キラリンキツネ)(빤짝 여우)
성우: 사이토 치와 / 미정
20화에서 처음 등장한다. 모두를 즐겁게 하는 것을 좋아하는 엔터테이너. 마술을 잘하는 키라린 애니멀. 주위를 즐겁게 하기 위해 다양한 생각을 하고 있다. 프리큐어에게 「변화(의태)하는 능력」을 준다. 능력을 이끌어 냈을 때에는 여우꼬리가 생기며 다른 프리큐어에게 능력을 부여한다. 24화까지 능력을 활용한 프리큐어는 큐어 냐미 뿐이다. 상징색은 노란색이며 이마의 보석 모양은 초승달이다. 상징 보석은 시트린.
21화에서 처음으로 냐미가 힘을 소환하였을 때 원더풀이 타이어로 변신하게 되었는데 팬들 사이에서 이 모습이 화제가 되었는지 팬아트들이 쏟아져 나왔다.
키라린 판다(キラリンパンダ)(빤짝 판다)
성우: 키요하라 마리 / 미정
21화에서 처음 등장한다. 언제나 마이 페이스인 키라린 애니멀. 움직임이 느리고 성격도 느긋하며, 빈둥거린다. 낮잠을 무엇보다도 가장 좋아한다. 프리큐어에게 「상대방을 잠들게 하는 능력」을 준다. 능력을 이끌어 냈을 때에는 파란 안경이 눈에 장착되며, 거기서 광선을 발사하여 상대를 잠들게 만든다. 24화까지 능력을 활용한 프리큐어는 큐어 냐미 뿐이다. 상징색은 파란색이며 이마의 보석 모양은 네잎클로버이다. 상징 보석은 사파이어.
키라린 애니멀 중 처음으로 큐어 냐미와 큐어 릴리안에 의해 니코 가든으로 돌려 보내졌다. 22화에서 처음으로 냐미가 힘을 빌렸는데 판다 안경에서 광선을 발사하여 가루가루를 잠들게 하였다.
키라린 스완(キラリンスワン(빤짝 백조)
성우: 히로하라 후우 / 미정
23화에서 처음 등장한다. 고귀하고 아름다운 키라린 애니멀. 발레를 춤추는 것을 좋아한다. 예쁜 것과 아름다운 것에 열중하는 미의 탐구자. 프리큐어에게 「날 수 있는 능력」을 준다. 능력을 이끌어 냈을 때에는 등에서 날개가 생긴다. 28화까지 능력을 활용한 프리큐어는 큐어 냐미와 큐어 릴리안이다. 상징색은 연보라색이며 이마의 보석 모양은 다이아몬드이다. 상징 보석은 자수정.
사실상 9번째이자 마지막으로 찾게 되는 키라린 애니멀로 키라린 스완까지 정화되면 키라린 애니멀들이 모두 모이게 되기에 메에메에의 말대로 수장인 니코가 돌아올지 주목이 되고 있었으며, 실제로 24화에서 니코의 알로 추정되는 알이 나타나게 되었다.
백조라는 특성상 몸가짐이 우아한 편이고, 1인칭 역시 기품을 갖춘 와타쿠시를 사용한다.

### 가오우 군단
가오우(†)(일본어: ガオウ)
성우: 오오츠카 타케오 / 정재헌
본작 7화에서 첫 등장하여 사자 가루가루에게 싸우라고 명령을 내렸던 존재. 검은 망토에 늑대 얼굴을 하고 있으며 사실상 가루가루의 명령권자이자 수장이다. 과거 인간들에 의해 늑대들이 멸종되자 이에 대한 원한 복수로 적의를 품고 있다. 다만 의외로 동물들에게는 다정하고 자상한 면을 보였다.

스바루(†)(일본어: 昴)
성우: 오오츠카 타케오 / 정재헌
본작 41화에서 첫 등장하여 최종보스이다.
자쿠로(†)(일본어: ザクロ)
성우: 나카하라 마이 / 미정
본작 29화에서 첫 등장. 가오우의 동료 중 한 명으로 암컷 늑대. 늑대로서는 붉은색을 기조로 한 모습으로, 인간태는 일본식 복장의 여인의 모습으로 칸자시에 보옥이 있다.
가오우에게 영혼을 불러와, 토오보 신사의 늑대상에 들어가 부활을 이루었다.
사랑하는 처녀적인 성격으로, 가오우를 그리워하고 있다. 토라메와의 사이는 별로 좋지 않아 자주 싸움이 된다.
토라메(†)(일본어: トラメ)
성우: 마츠이 에리코 / 미정
본작 29화에서 첫 등장. 가오우의 동료 중 한 명으로 수컷 늑대. 늑대로서는 황색을 기조로 한 모습으로, 인간태는 일본식 복장의 소년의 모습으로 구레나룻 부분에 보옥이 있다.
자쿠로와 마찬가지로 가오우에게 영혼을 불러와, 토오보 신사의 늑대상에 들어가 부활했다.
활발한 성격이고, 재미있는 것을 좋아한다.
가루가루(일본어: ガルガル)(크릉크릉)
성우: 타카하시 신야 / 미정
본작에서 등장하는 수상한 생물체. 애니멀 타운에 있는 해변 공원에서 처음으로 등장하였다. 「가루가루」라는 울음소리를 내며 주변의 인물과 사물을 공격한다. 다리에 달린 족쇄과 빨간 눈을 한 눈가리개, 원뿔 모양의 꼬리가 특징이다. 니코 가든이 어둠의 기운에 휩싸여 그곳에 있던 니코 애니멀들이 무늬가 그려진 검은 알로 변하게 되고, 그 알이 부화함으로써 가루가루가 탄생하게 된다. 프리큐어에 의해 가루가루의 마음이 정화되면 원래의 모습으로 돌아가지만, 가루가루가 되었을 때의 대미지가 아직 남아 있기 때문에 니코 가든으로 돌아가서 요양할 필요가 있다.
가오가온(일본어: ガオガオン)
성우: 타카하시 신야 / 미정
자쿠로와 토라메의 힘으로 강화된 가루가루. 「가오가온!」이라고 발성하기 때문에, 그 울음소리를 조용히 지적된 트라메에 의해서 이름 붙여졌다.

### 이누카이 일가(강씨 일가)
이누카이 츠요시(일본어: 犬飼 剛)
성우: 시로쿠마 히로시  / 미정
이로하의 아빠. 동물 미용사이며 동물 살롱 점주이다. (강로하의 아버지)
이누카이 요코(일본어: 犬飼 陽子)
성우: 코다이라 유우키
이로하의 엄마. 동물병원 수의사이다. (강로하의 어머니)

### 네코야시키 일가(고씨 일가)
네코야시키 타카유키(일본어: 猫屋敷 貴行)
성우: 후쿠다 켄지 / 미정
마유의 아빠. 아프리카 사바나에서 초원 동물들을 사진촬영하는 사진작가이며 딸인 마유와 화상 통화를 하였다. [고미유의 아버지]
네코야시키 스미레(일본어: 猫屋敷 すみれ)
성우: 사이토 치와 / 미정
마유의 엄마. 애니멀 타운에 새로 생긴 화장품 가게인 프리틱 홀릭을 운영한다. [고미유의 어머니]

### 왕간 제2중학교
오오쿠마 미츠코(일본어: 大熊みつ子)
성우: 이이다 유우코 / 미정
왕간 제2중학교 학생이자 이로하의 동급생.
카니에 나나미(일본어: 蟹江七海)
성우: 시마노 하나 / 미정
왕간 제2중학교 학생이자 이로하의 동급생.
이카리 쇼(일본어: 猪狩 勝)
성우: 코마츠 쇼헤이 / 미정
왕간 제2중학교 학생이자 이로하의 동급생.
사루와타리(일본어: 猿渡)
성우: 이케다 토모코 / 미정
왕간 제2중학교 학생이자 이로하의 동급생.

키츠네자키(일본어: 狐崎)
성우: 이노우에 하루노 / 미정
왕간 제2중학교 학생이자 이로하의 동급생. 연극부 부장으로 전학을 온 유키에게 연극부 입부를 권장했다.

타누키하라(일본어: 狸原)
성우: 우에다 세이코 / 미정
왕간 제2중학교 학생이자 이로하의 동급생. 연극부 부원으로 전학을 온 유키에게 연극부 입부를 권장했다.

카라스마(일본어: 烏九)
성우: 슈토 유키나 / 미정
왕간 제2중학교 학생이자 이로하의 동급생.

바바조노 키요시(일본어: 馬場園 清)
성우: 타카쿠와 미츠루 / 미정
왕간 제2중학교 교사이자 이로하의 반 담임선생.

### 그 외
치란 유마(일본어: 知覧友真)
성우: 히로하라 후우 / 미정
네코야시키 마유가 예전에 다녔던 학교 친구. 마유와 사귀었던 유일한 친구였으나 마유가 수예를 할 때 자신을 무시한 것으로 오해하여서 절교한다. 이후 오랜만에 애니멀 타운에 들려서 마유를 만난다.
이누즈카(일본어: 犬塚)
성우: 유키나리 토아 / 미정
이누카이네 동물병원의 단골 손님이자 도그 트레이너.

쿠리하라(일본어: 栗原)
성우: 토비타 노부오 / 미정
이누카이 코무기를 키웠던 전(前) 주인. 코무기를 마론이라는 이름으로 키웠으며 건강 문제로 양로원에서 요양하고 있다.

### 특별출연
노하라 신노스케(일본어: 野原 しんのすけ)
성우: 코바야시 유미코 / 박영남
짱구는 못말려의 등장인물. 16화에서 특별 출연.
시로(일본어: シロ)
성우: 마시바 마리 / 정유미 ※ 원작 짱구는 못말려 본편에서의 성우는 장경희.
짱구는 못말려의 등장인물. 16화에서 특별 출연.
소라 하레와타루/큐어 스카이(일본어: ソラ·ハレワタール / キュアスカイ)
성우: 세키네 아키라 / 미정
펼쳐지는 스카이! 프리큐어의 32화에서 특별 출연.
니지가오카 마시로/큐어 프리즘(일본어: 虹ヶ丘 ましろ / キュアプリズム)
성우: 카쿠마 아이 / 미정
펼쳐지는 스카이! 프리큐어의 32화에서 특별 출연.
유우나기 츠바사/큐어 윙(일본어: 夕凪 ツバサ / 일본어: キュアウイング)
성우:무라세 아유무 / 미정
펼쳐지는 스카이! 프리큐어의 32화에서 특별 출연.
히지리 아게하/큐어 버터플라이(일본어: 聖 あげは / 일본어: キュアバタフライ)
성우: 나나세 아야카 / 미정
펼쳐지는 스카이! 프리큐어의 32화에서 특별 출연.
엘짱/프린세스 엘/큐어 마제스티(일본어: エルちゃん / 일본어: プリンセス·エル / 일본어: キュアマジェスティ)
성우: 코가 아오이 / 미정
펼쳐지는 스카이! 프리큐어의 32화에서 특별 출연.
아사히나 미라이(선미래)/큐어 미라클(일본어: 朝日奈 みらい / キュアミラクル)
성우: 타카하시 리에 / 미정
마법사 프리큐어의 등장인물. 32화에서 특별 출연.
이자요이 리코(문리아)/큐어 매지컬(일본어: 十六夜 リコ / キュアマジカル)
성우: 호리에 유이 / 미정
마법사 프리큐어의 등장인물. 32화에서 특별 출연.
하나미 코토하(하나미)/큐어 펠리체(일본어: 花海 ことは / キュアフェリーチェ)
성우: 하야미 사오리 / 미정
마법사 프리큐어의 등장인물. 32화에서 특별 출연.
사쿠라 우타/큐어 아이돌(일본어: 咲良 うた / 일본어: キュアアイドル)
성우: 마츠오카 미사토
너와 아이돌 프리큐어♪의 등장인물. 50화에서 특별 출연.

## 관련 정보
2023년 11월 30일에 본 타이틀명이 공개되었다.

## 한국판 제작진

### 우리말제작
- 녹음 : 토키미디어
- 더빙 / 믹싱 : 이현민, 이초롱, 김숙영(토키미디어)
- 한글화 CG : 양지현(토키미디어)
- 번역 : 김보람
- 기확 : JEI 재능TV
- 우리말제작 : (주) 재능방송
- 수입 / 배급 : SMG 홀딩스 (주)

## OST

### 오프닝
파트 1 〈원더풀 프리큐어! evolution!!〉(1-50화)
작사 - 코다마 사오리 / 작곡 · 편곡 - EFFY
노래 - 요시타케 치하야

### 엔딩
파트 1 〈FUN☆FUN☆원더풀DAYS!〉(1화-22화)
작사 - 마이크 스기야마 / 작곡 - 히게드라이버 / 편곡 - 이시즈카 레이
노래 - 이시이 아미, 노치모토 모에하
파트 2  〈행복 에볼루～션♡〉(23-32화 / 35-49화)
작사 - 마이크 스기야마 / 작곡 - 히게드라이버 / 편곡 - 이시즈카 레이
노래 - 이시이 아미, 노치모토 모에하
코무기 & 이로하 버전은 23화부터 시작해 홀수 에피소드, 유키 & 마유 버전은 24화부터 시작해 짝수 에피소드에 방영.
파트 3 〈해피=Future〉(33회-34화)
작사 - 마이크 스기야마 / 작곡 · 편곡 - 이시즈카 레이
노래 - 이시이 아미, 노치모토 모에하
극장판 애니메이션 〈원더풀 프리큐어! 더 무비! 두근두근♡게임 세계에서 대모험!〉 엔딩 한정
파트 4 〈원더풀 스마일〉(50화)
작사 - 마이크 스기야마 / 작곡 히게드라이버 / 편곡 - 이시즈카 레이
노래 - 이시이 아미

### 한국어판
- 오프닝 : 원더풀 프리큐어! evolution!! 박시윤
- 엔딩 : FUN☆FUN☆원더풀DAYS! 엘언니(최예린)

## 방영 목록
- 방송일은 아사히 방송 기준.
- 본 작품은 대한민국 내에서 공식 방영되었지만 한국어 제목은 일본어 해석에 맞춰서 임의적으로 표기하였다. 한국판 제목이 있으면 한국어 더빙 기준으로 바뀔 수 있다.
- 드디어 한국어 더빙이 나왔다.

| 화수       | 제목                                                             | 방송일[일본]     | 방송일(재능TV)[대한민국] |
| ---------- | ---------------------------------------------------------------- | ---------------- | ------------------------ |
| 01         | はじまりは「わんだふる！」 시작은 「원더풀!」                    | 2024년 2월 4일   | 2024년 12월 4일          |
| 02         | みんな友達、キュアフレンディ！ 모두 친구, 큐어 프렌디!           | 2024년 2월 11일  | 2024년 12월 4일          |
| 03         | 言っちゃダメェ〜！ 말하면 안 돼에!                               | 2024년 2월 18일  | 2024년 12월 11일         |
| 04         | 猫屋敷の猫とまゆ 고양이 저택의 고양이와 미유                     | 2024년 2월 25일  | 2024년 12월 11일         |
| 05         | つながるキズナ フレンドリータクト！ 이어지는 마음 프렌들리 택트! | 2024년 3월 3일   | 2024년 12월 18일         |
| 06         | こむぎ、いろはとケンカする 보리, 로하와 싸우다                   | 2024년 3월 10일  | 2024년 12월 25일         |
| 07         | ふたりのフレンドリベラーレ！ 두 사람의 프렌드 리베라레!          | 2024년 3월 17일  | 2025년 1월 1일           |
| 08         | まゆのドキドキ新学期 미유의 두근두근 새학기                      | 2024년 3월 24일  | 2025년 1월 8일           |
| 09         | こむぎ、中学生だワン！ 보리, 중학생이다 왕!                      | 2024년 3월 31일  | 2025년 1월 15일          |
| 10         | ユキの中の思い出 겨울의 추억                                     | 2024년 4월 7일   | 2025년 1월 22일          |
| 11         | 山に潜む、巨大生物！？ 산속에 숨어있는 거대 생물!?               | 2024년 4월 14일  | 2025년 1월 29일          |
| 12         | 私はキュアニャミー 난 큐어 냐미                                  | 2024년 4월 21일  | 2025년 2월 5일           |
| 13         | キュアニャミーを探せ！ 큐어 냐미를 찾아라!                       | 2024년 4월 28일  | 2025년 2월 12일          |
| 14         | まゆ、はじめてのお泊り 미유, 첫 외박                             | 2024년 5월 5일   | 2025년 2월 19일          |
| 15         | ヒツジの執事 メエメエの一日 양집사 메메의 하루                   | 2024년 5월 12일  | 2025년 2월 26일          |
| 16         | 鏡石のふしぎ 미러스톤의 비밀                                     | 2024년 5월 19일  | 2025년 3월 5일           |
| 17         | 私が、あなたを守る！ 내가, 널 지키겠어!                          | 2024년 5월 26일  | 2025년 3월 12일          |
| 18         | まゆの気持ち、ユキの気持ち 미유의 마음, 겨울이의 마음            | 2024년 6월 2일   | 2025년 3월 19일          |
| 19         | キュアリリアン、誕生！ 큐어 릴리안, 탄생                         | 2024년 6월 9일   | 2025년 3월 26일          |
| 20         | 二人ならこわくない 함께라면 두렵지 않아                          | 2024년 6월 16일  | 2025년 4월 2일           |
| 21         | まゆとユキのスクールライフ 미유와 겨울이의 학교 생활             | 2024년 6월 23일  | 2025년 4월 9일           |
| 22         | わんだふるご～！ 원더풀 Go!                                      | 2024년 6월 30일  | 2025년 4월 16일          |
| 23         | 願い事はワォ～～～～～ン 소원은 와오~올!                         | 2024년 7월 7일   | 미방영                   |
| 24         | 不思議すぎるたまご 너무 신기한 알                                | 2024년 7월 14일  | 2025년 4월 23일          |
| 25         | 夏だ！海だ！宿題だ！ 여름이다! 바다다! 숙제다!                   | 2024년 7월 21일  | 2025년 9월 3일           |
| 26         | 暑すぎてヤバい！ 너무 더워서 비상이야!                           | 2024년 7월 28일  |                          |
| 27         | ツチノコに会いた～い！ 뱀을 만나고 싶어!                         | 2024년 8월 4일   |                          |
| 28         | 大熊牧場で遊ぼ♪ 친구 목장에서 놀자♪                              | 2024년 8월 11일  |                          |
| 29         | はじめましてニコ様！ 만나서 반가워요!방긋님!                     | 2024년 8월 18일  |                          |
| 30         | わんだふるなキャッスル！ 원더풀한 캐슬!                          | 2024년 8월 25일  |                          |
| 31         | ニャンフルエンサーまゆ 큐어 스타 미유                            | 2024년 9월 1일   |                          |
| 32         | 動物園の推しアニマル 동물원의 최애 애니멀                        | 2024년 9월 8일   |                          |
| 33         | マルっとアニマルスマイル 크게 애니멀 스마일!                     | 2024년 9월 15일  |                          |
| 34         | ねこ、ネコ、猫集会 고양이 집회.                                  | 2024년 9월 22일  |                          |
| 35         | 悟の告白大作戦 백도준의 고백 대작전!!!                           | 2024년 9월 29일  |                          |
| 36         | 特別なワンダフル 특별한 원더풀                                   | 2024년 10월 6일  |                          |
| 37         | みんなで初デート!? 다 같이 첫 데이트!?                           | 2024년 10월 13일 |                          |
| 38         | こむぎの帰る場所 보리가 돌아갈 장소.....                         | 2024년 10월 20일 |                          |
| 39         | ニコエボリューション! 미소 에볼루션!                             | 2024년 10월 27일 |                          |
| 40         | ワンニャン大事件 왕냥 대사건                                     | 2024년 11월 10일 |                          |
| 41         | ユキ・オンステージ！ 겨울!・온 스테이지~!                        | 2024년 11월 17일 |                          |
| 42         | みんなのおうちのワンダフル！ 모두의 집의 원더풀!                 | 2024년 11월 24일 |                          |
| 43         | つむがれる思い 이어지는 마음                                     | 2024년 12월 1일  |                          |
| 44         | たくさんの幸せ 수많은 행복                                       | 2024년 12월 8일  |                          |
| 45         | ずっとずっと友達 계속 언제나 친구                                | 2024년 12월 15일 |                          |
| 46         | メェェェリィクリスマス！ 메리 크리스마스!                        | 2024년 12월 22일 |                          |
| 47         | あけましてガオウ 새해 늑대.                                      | 2025년 1월 5일   |                          |
| 48         | カオウの友達 늑대의 친구.                                        | 2025년 1월 12일  |                          |
| 49         | あなたの声 너의 목소리                                           | 2025년 1월 19일  |                          |
| 최종화(50) | ず〜っとわんだふる 계~속 원더풀~!                                | 2025년 1월 26일  |                          |

### 결방 변경 안내
- 2024년 11월 3일 : 마라톤 생중계로 결방함
- 23화 소원은 와오~올! 미방영 대한민국

## 극장판
원더풀 프리큐어! 더 무비! 두근두근♡게임 세계에서 대모험!
2024년 9월 13일 공개. 전작인 마법사 프리큐어!와 펼쳐지는 스카이! 프리큐어가 특별 등장했다.

### 크로스 오버 극장판
극장판 너와 아이돌 프리큐어♪ 기다렸지! 너에게 전하는 키랏키라이브!
2025년 9월 12일 공개 예정. 너와 아이돌 프리큐어♪의 극장판이며, 특별 등장했다.

## 기타

### 판권사 최초 변경
프리큐어 시리즈 최초로 대한민국에서의 판권사가 변경되었다.(대원방송에서 에스엠지홀딩스로) 최초로 재능 TV가 방영사가 된다.

### 완구 재수입
마법사 프리큐어를 끝으로 완구를 수입하지 않았던 반다이남코코리아가 이 작품을 시작으로 완구를 재수입했다.

## 참조

### 주해
1. ↑  일본어: わんだふるぷりきゅあ! 완다후루 푸리큐아![*], 영어: Wonderful Precure!